# Окоп (Гребёнковский район)
Окоп (укр. Окіп) — село,
Овсюковский сельский совет,
Гребёнковский район,
Полтавская область,
Украина.
Код КОАТУУ — 5320883703. Население по данным 1989 года составляло 10 человек.
Село ликвидировано в 2006 году.

## Географическое положение
Село Окоп находится на правом берегу реки Гнилая Оржица,
выше по течению на расстоянии в 0,5 км расположено село Покровщина,
ниже по течению на расстоянии в 1 км расположено село Овсюки,
на противоположном берегу — сёла Берёзовка и Горбы.

## История
- 2006 — село ликвидировано[1].